# Born in a Coffin
Born in a Coffin ist das Debütalbum der deutschen Heavy-Metal-Band Neck Cemetery. Das Album wurde am 9. Oktober 2020 über Reaper Entertainment Europe und Universal Music veröffentlicht.

## Musik
Die Band spielt klassischen Heavy Metal mit Thrash- und Glam-Einflüssen. Stilistisch wird sie mit Bands wie Helloween, Running Wild oder Grave Digger verglichen.

## Wissenswertes
Grave-Digger-Sänger Chris Boltendahl ist auf dem Song Banging in the Grave als Gastsänger zu hören, an Sisters of Battle wirkte Michael Koch von Atlantean Kodex als Gitarrist mit.
Das Musikvideo zu Castle of Fear, das sich den Taten des Serienmörders H. H. Holmes widmet, wurde vom Bonner Punk-in-Bonn-Regisseur Moritz Hellfritzsch inszeniert.

## Titelliste
| Nr.          | Titel                                         | Länge |
| ------------ | --------------------------------------------- | ----- |
| 1.           | L.F.I.R.S.                                    | 1:09  |
| 2.           | King of the Dead                              | 4:38  |
| 3.           | Castle of Fear                                | 4:54  |
| 4.           | The Fall of a Realm                           | 6:29  |
| 5.           | Banging in the Grave (feat. Chris Boltendahl) | 3:44  |
| 6.           | Feed the Night                                | 5:06  |
| 7.           | The Creed                                     | 5:21  |
| 8.           | Sisters of Battle (feat. Michael Koch)        | 7:21  |
| Gesamtlänge: | Gesamtlänge:                                  | 38:42 |

## Rezeption
Born in a Coffin erhielt überwiegend positive Kritiken. Das Legacy-Magazin vergab für das Album elf von fünfzehn Punkten und bezeichnete es als „coole[s] Debüt […]“, das Deutsch-Metal-Supporter auf dem Schirm haben müssen". Im Rock-Hard-Magazin erhielt Born in a Coffin acht von zehn Punkten, Redakteur Marcus Schleutermann schrieb als Fazit seiner Kritik: "Die [Band] schwitzt ihre Leidenschaft für die goldene Ära des Heavy Metal aus jeder Pore und nimmt euch mit auf eine unterhaltsame Zeitreise, die verdammt großen Bierdurst weckt". Mirko Pidde von metal.de lobte das „bockstarke […] und verdammt kurzweilige […] Heavy Metal-Album“. Lothar Gerber vom Metal Hammer bezeichnete Born in a Coffin, etwas weniger euphorisch, als „handelsübliche[n], wenngleich absolut astrein vorgetragene[n] Achtziger-Metal“ und attestierte „Luft nach oben“.